# Helge Jansson
Helge Alexander Jansson, född 1 juni 1904 i Eksjö, död 17 oktober 1989 i Göteborg, var en svensk friidrottare (mångkamp och höjdhopp).
Han tävlade för klubbarna Eksjö GIK och Göteborgs Polismäns IF. Jansson vann SM-guld i höjdhopp år 1924 och i tiokamp åren 1928 och 1930.
Han var från 1935 gift med Alva Maria Jansson (1904–1982). De är begravda på Kvibergs kyrkogård.